# Estación São Benedito
São Benedito es la tercera estación de la Línea Sur del metro de Fortaleza sentido Carlitos Benevides.

## Historia
La estación fue inaugurada el 24 de septiembre de 2012 el presidente de la Metrofor, Rômulo Fortes, el secretario de infraestructura, Adail Fortenele, y el gobernador del estado, Cid Gomes.

## Características
La estación se localiza detrás de la iglesia São Benedito, dando el nombre actual a la estación. 
- Datos: Q18363032
- Multimedia: São Benedito (Fortaleza Metro) / Q18363032